# American Music Awards 2015
Předávání cen American Music Awards 2015 se konalo 22. listopadu 2015 v Microsoft divadle v Los Angeles v Kalifornii.Ceremoniál byl vysílán stanicí ABC a moderovala ho Jennifer Lopez.

## Vystoupení

### Před-show
- Francesco Yates - "Nobody like You" a "Sugar"
- Alessia Cara - "Here"
- Gabi Wilson - "Wonder"
- Shawn Mendes - "Act like You Love Me" a "Stitches"

### Hlavní show
- Jennifer Lopez - "Waiting for Tonight" a taneční medley
- 5 Seconds Of Summer - "Hey Everybody!"
- Selena Gomez - "Same Old Love"
- Carrie Underwood - "Heartbeat"
- Demi Lovato - "Confident
- Meghan Trainor a Charlie Puth - "Like I'm Gonna Lose You" a "Marvin Gaye"
- Ariana Grande - Focus"
- One Direction - "Perfect"
- Gwen Stefani - "Used to Lovge You"
- Nick Jonas -"Chains", "Levels" a "Jealous"
- Walk the Moon - "Shut Up and Dance"
- Coldplay - "Adventure of Lifetime"
- The Weeknd - "The Hills"
- Luke Bryan a Karen Fairchild - "Home Alone Tonight"
- Macklemore & Ryan Lewis a Leon Bridges - "Kevin"
- Alanis Morissette a Demi Lovato - "You Oughta Know"
- Celine Dion - "Hymne à l'amour"
- Pentatonix - mix písní Star Wars
- Justin Bieber - "What Do You Mean,", "Where Are U Now"a "Sorry"

## Účinkující
- Rebecca Black
- Paula Abdul
- Kelsea Ballerini
- Ashley Benson
- Betty Cantrell
- Nicki Minaj
- Ciara
- Terry Crews
- Hannah Davis
- DNCE
- Harrison Ford
- Florida Georgia Line
- Tyrese Gibson
- Ellie Goulding
- Gigi Hadid
- Fifth Harmony
- Julianne Hough
- Kylie Jennerová
- Wiz Khalifa
- Taylor Lautner
- Jared Leto
- Prince
- Little Big Town
- Tove Lo
- Jenny McCarthy
- Shawn Mendes
- Chloë Grace Moretz
- Kevin O'Leary
- Norman Reedus
- Jeremy Renner
- Nick Robinson
- Alicia Silverstone
- Jeremy Sisto
- Hailee Steinfeld
- Wilmer Valderrama
- Donnie Wahlberg
- Zendaya

## Vítězové a nominovaní

### Umělec roku
- Luke Bryan
- Ariana Grande
- Nicki Minaj
- Maroon 5
- Ed Sheeran
- Sam Smith
- Meghan Trainor
- The Weeknd
- Taylor Swift
- One Direction

### Objev roku
- Fetty Wap
- Sam Hunt
- Tove Lo
- Walk the Moon
- The Weeknd

### Nejoblíbenější pop/rockový zpěvák
- Nick Jonas
- Ed Sheeran
- Sam Smith

### Nejoblíbenější pop/rocková zpěvačka
- Ariana Grande
- Taylor Swift
- Meghan Trainor

### Nejoblíbenější pop/rocková kapela/duo/skupina
- Maroon 5
- One Direction
- Walk the Moon

### Nejoblíbenější pop/rockové album
- × – Ed Sheeran
- In the Lonely Hour – Sam Smith
- 1989 – Taylor Swift

### Nejoblíbenější country zpěvák
- Jason Aldean
- Luke Bryan
- Sam Hunt

### Nejoblíbenější country zpěvačka
- Kelsea Ballerini
- Miranda Lambert
- Carrie Underwood

### Nejoblíbenější country skupina
- Florida Georgia Line
- Little Big Town
- Zac Brown Band

### Nejoblíbenější country album
- Old Boots, New Dirt – Jason Aldean
- Anything Goes – Florida Georgia Line
- Montevallo – Sam Hunt

### Nejoblíbenější rap/hip-hopový umělec
- Drake
- Fetty Wap
- Nicki Minaj

### Nejoblíbenější rap/hip-hopové album
- 2014 Forest HIlls Drive - J.Cole
- If You're Reading This It's Too Late - Drake
- The Pinkprint - Nicki Minaj

### Nejoblíbenější soul/r&b zpěvák
- Chris Brown
- Trey Songz
- The Weeknd

### Nejoblíbenější soul/r&b zpěvačka
- Beyonce
- Mary J. Blige
- Rihanna

### Nejoblíbenější soul/r&b album
- x - Chris Brown
- Black Messiah - D'Angelo and The Vanguard
- Beauty Behind the Madness - The Weeknd

### Nejoblíbenější umělec - alternativní rock
- Fall Out Boy
- Hozier
- Walk the Moon

### Nejoblíbenější umělec - adult contemporery
- Taylor Swift
- Ed Sheeran
- Meghan Trainor

### Nejoblíbenější interpret - současná křesťanská hudba
- Casting Crowns
- Hillsong United
- MercyMe

### Nejoblíbenější interpret - latino
- Enrique Iglesias
- Ricky Martin
- Romeo Santos

### Nejoblíbenější interpret - elektronická hudba
- Calvin Harris
- David Guetta
- Zedd

### Píseň roku
- "See You Again" – Wiz Khalifa featuring Charlie Puth
- "Uptown Funk" – Mark Ronson featuring Bruno Mars
- "Thinking Out Loud" – Ed Sheeran
- "Blank Space" – Taylor Swift
- "Can't Feel My Face" - The Weeknd

### Soundtrack roku
- 50 odstínů šedi
- Empire: Original Soundtrack from Season 1
- Ladíme 2

### Kolaborace roku
- "See You Again" – Wiz Khalifa featuring Charlie Puth
- "FourFiveSeconds" – Rihanna, Kanye West a Paul McCartney
- "Uptown Funk" – Mark Ronson featuring Bruno Mars
- "Where Are U Now" - Jack U featuring Justin Bieber
- "Bad Blood" - Taylor Swift featuring Kendrick Lamar